# Ötscher-Tropfsteinhöhle
Die Ötscher-Tropfsteinhöhle ist eine Schauhöhle im Naturpark Ötscher-Tormäuer (Niederösterreich). 

## Geschichte
Die Höhle wurde von Waldarbeitern erforscht, die vermutlich auf der Suche nach Silbererz in den schon lange unter dem Namen Wetterloch bekannten Schacht einstiegen und das aus Kalkablagerungen gebildete Naturschauspiel als erste Menschen sahen. In der Höhle wurden zu Beginn der Erschließung zahlreiche Knochen von Tieren gefunden, die durch den offenen Schacht hineingefallen und dort verendet waren. 

## Beschreibung
Die Gesamtlänge der Höhle beträgt etwa 575 Meter, die maximale Tiefe 54 Meter, der Eingang befindet sich auf 710 Meter Seehöhe. Die Höhle ist typisch für Kalksteingebirge (Gutensteiner Kalk) verziert mit Stalaktiten und Stalagmiten, besonders gut zu erkennen in der sogenannten Märchenhalle. Viele Tropfsteine tragen auf Grund ihrer Form spezielle Namen wie Madonna, Elefantenohr, heilige drei Könige, Pagode, Pilz oder Flamingo (siehe Abbildung). In der Höhle gibt es zwei kleine Seen, die als Obersee und Untersee bezeichnet werden.

## Tourismus
Der Eingang der Höhle ist nur zu Fuß vom Tal der Erlauf erreichbar (Abzweigung beim Gasthaus Schindelhütte, Zufahrtsmöglichkeit mit dem Pkw, von dort 45 Minuten Gehzeit). Führungen durch die Höhle finden bereits seit dem Jahr 1926 statt, nach kriegsbedingter Unterbrechung Wiedereröffnung als Schauhöhle im Jahr 1966. Zur besseren Erreichbarkeit der Höhle wurde ein künstlicher Eingangsstollen errichtet. Der schachtartige natürliche Eingang in die Höhle befindet sich etwa 20 Meter oberhalb des künstlichen Eingangs. Die Höhle wird von den Naturfreunden, Sektion Kienberg-Gaming betreut, die auch die Höhlenführer stellen. Führungen finden an Wochenenden und Feiertagen von 1. Mai bis 26. Oktober von 9 – 16 Uhr statt; in den niederösterreichischen Sommerferien jeden Mittwoch von 9 – 16 Uhr.

## Fauna
Im Winter leben in der Höhle verschiedene Arten von Fledermäusen. Ganzjährige Bewohner sind Springschwänze und Wasserflöhe.

## Galerie

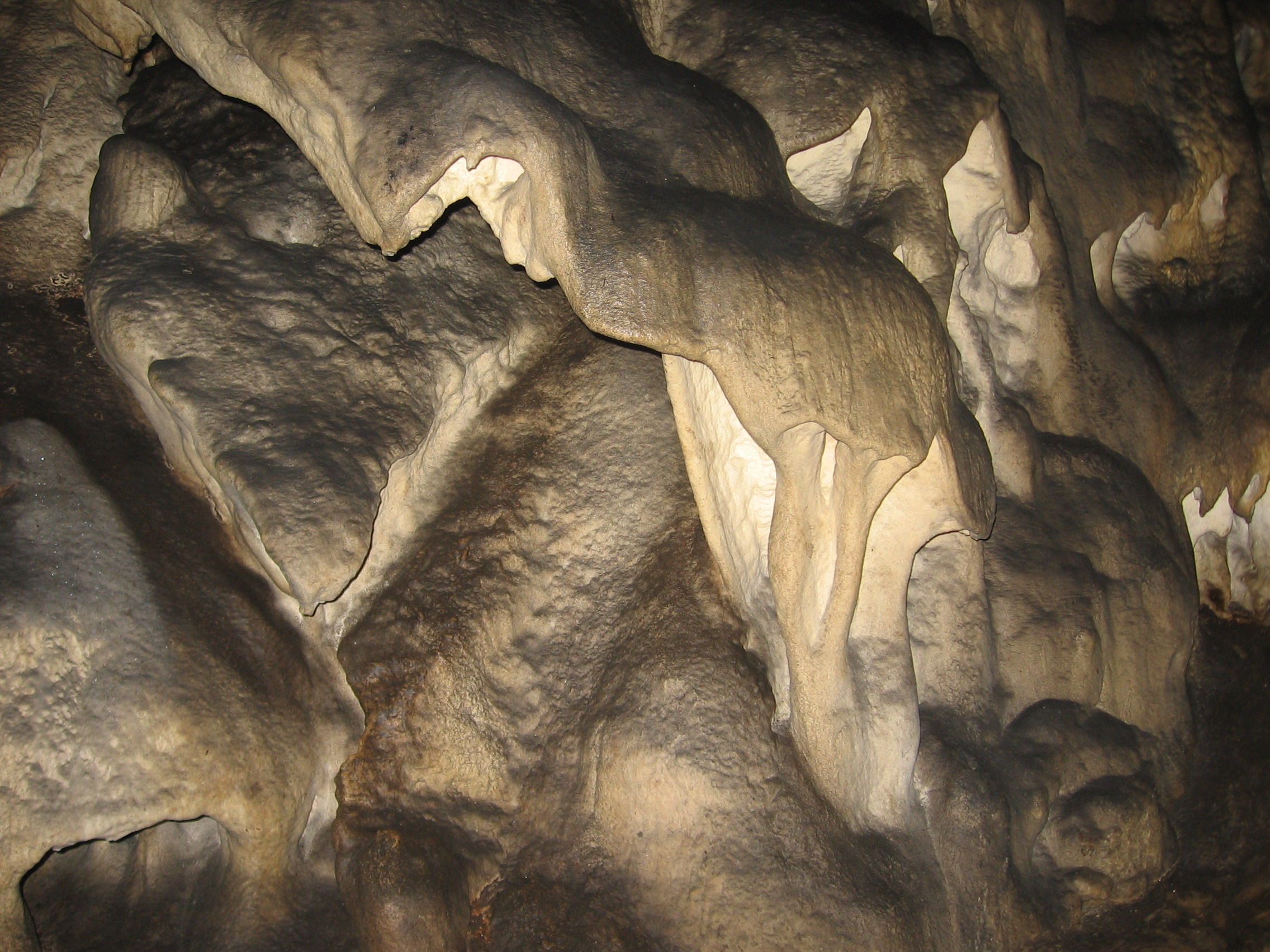
Tropfstein in Form eines Flamingos
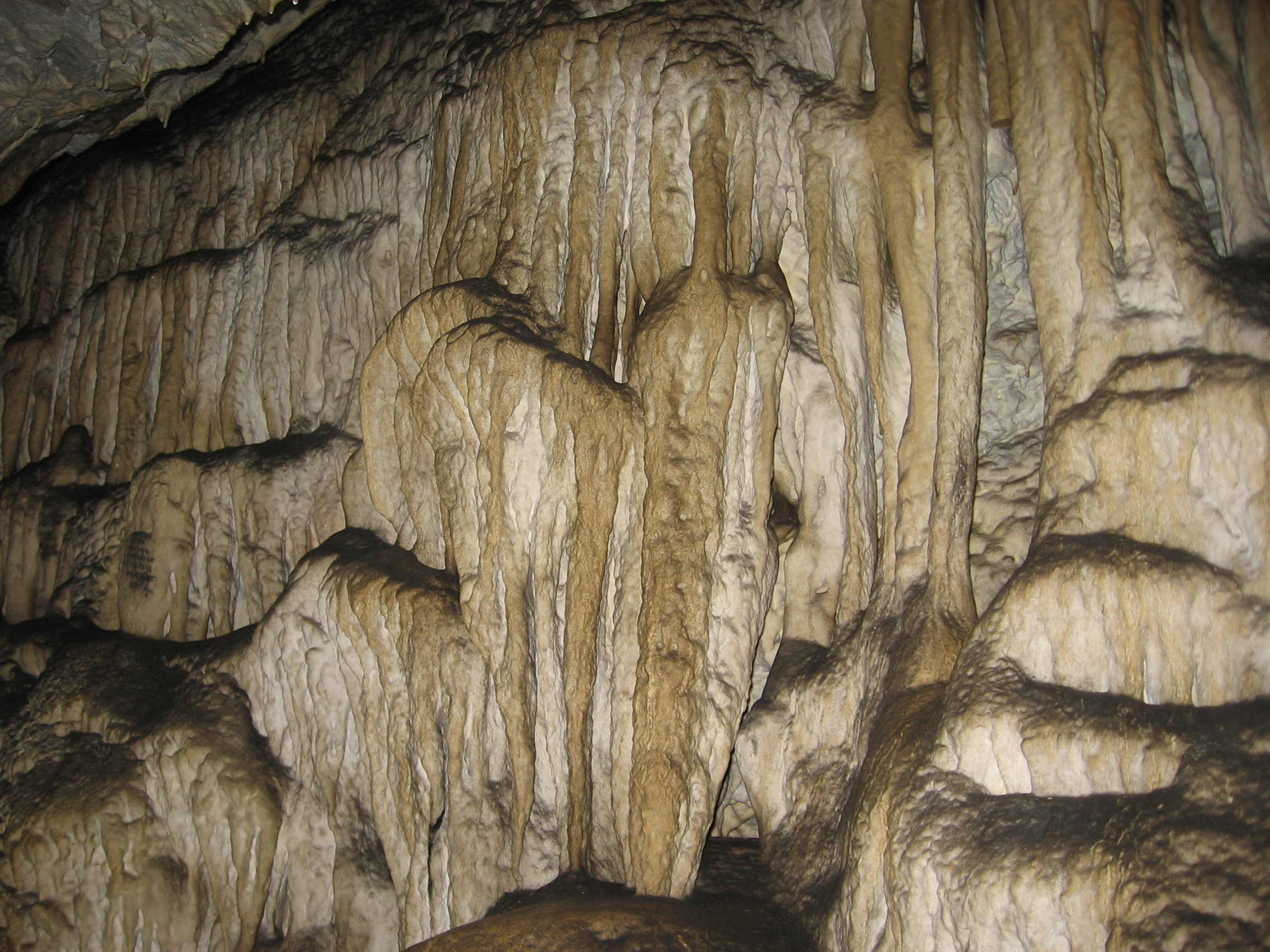
Sintervorhang in der Märchenhalle
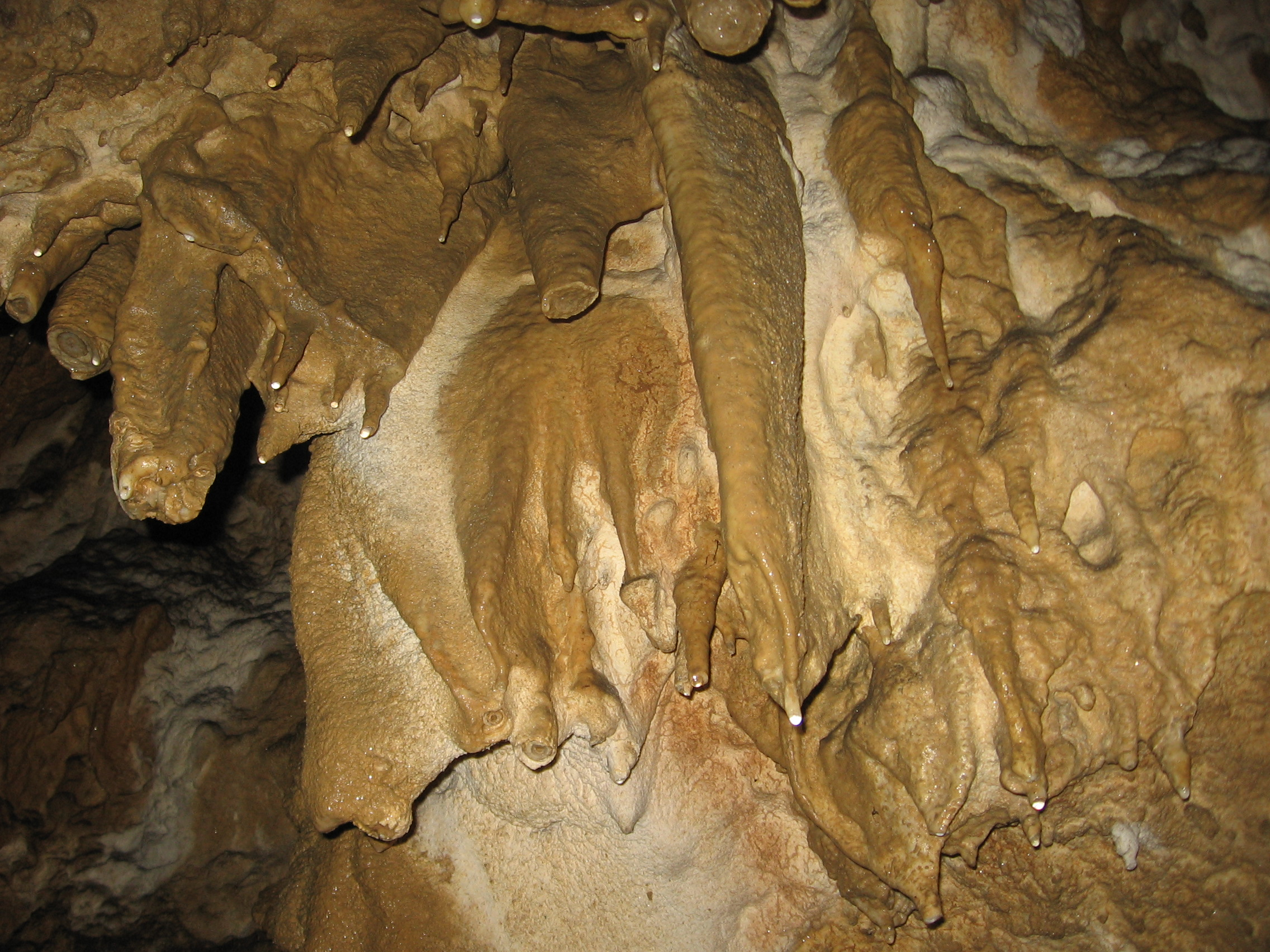
Stalaktiten